# Lácio (Marília)
Lácio é um distrito do município brasileiro de Marília, no interior do estado de São Paulo.

## História

### Origem
O povoado que deu origem ao distrito se desenvolveu ao redor da estação ferroviária Lácio, inaugurada pela Companhia Paulista de Estradas de Ferro em 30/12/1928.

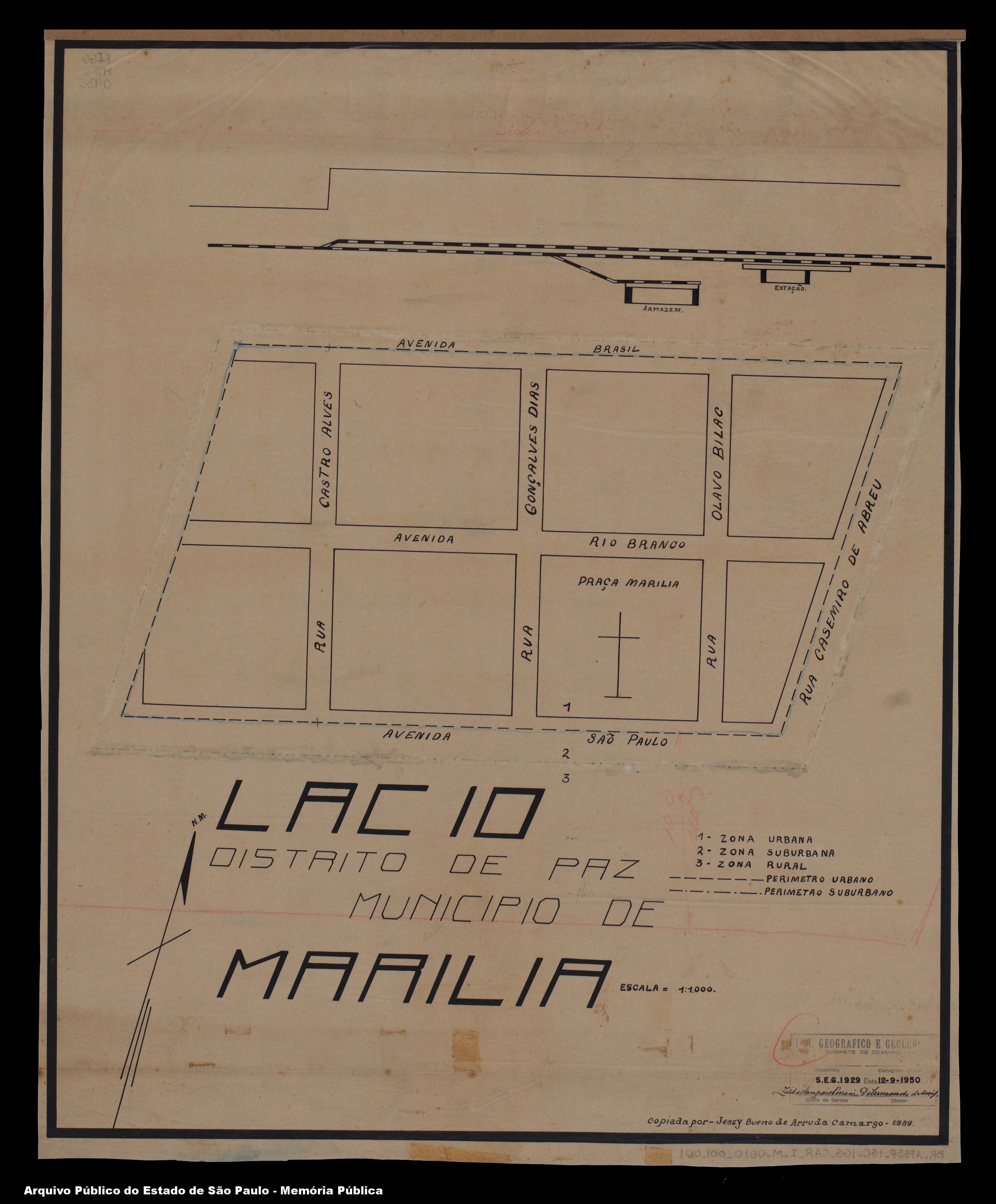
Planta da área urbana original.

### Formação administrativa
- Distrito criado pela Lei nº 2.795 de 26/12/1936[4][5].
- O Decreto nº 8.198 de 19/03/1937 cria o distrito policial de Lácio no município de Marília[6][7].

## Geografia

### Demografia

#### População urbana
| Crescimento população urbana | Crescimento população urbana | Crescimento população urbana | Crescimento população urbana |
| Censo                        | Pop.                         |                              | %±                           |
| ---------------------------- | ---------------------------- | ---------------------------- | ---------------------------- |
| 1940                         | 311                          |                              | —                            |
| 1950                         | 251                          |                              | −19,3%                       |
| 1960                         | 273                          |                              | 8,8%                         |
| 1970                         | 339                          |                              | 24,2%                        |
| 1980                         | 522                          |                              | 54,0%                        |
| 1991                         | 988                          |                              | 89,3%                        |
| 2000                         | 959                          |                              | −2,9%                        |
| 2010                         | 1 110                        |                              | 15,7%                        |
| Fonte: IBGE e Fundação SEADE |                              |                              |                              |

#### População total
Pelo Censo 2010 (IBGE) a população total do distrito era de 5 760 habitantes.

### Área territorial
A área territorial do distrito é de 53,851 km².

### Expansão urbana
O distrito está em fase de conurbação com a sede (Marília) e tem apresentado processo de expansão urbana nos últimos anos, como a inauguração dos condomínios Esmeralda Residence II, Jardins de Monet e Jardins de Renoir.

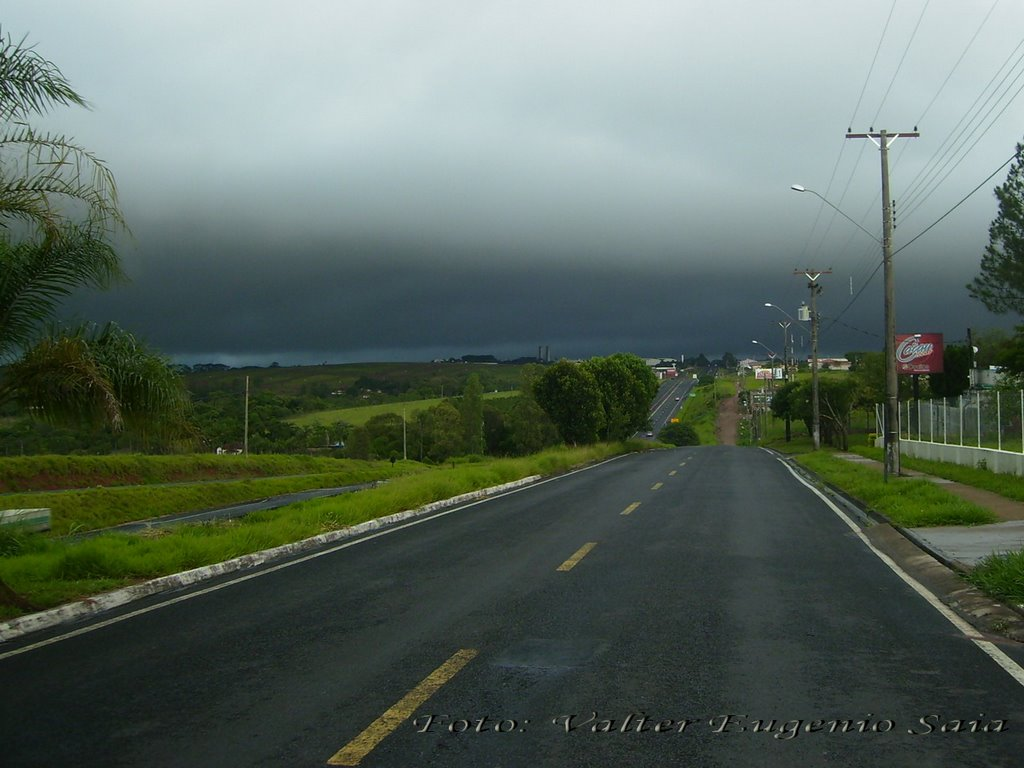
SP-294 em Lácio.

### Rodovias
O distrito localiza-se às margens da Rodovia Comandante João Ribeiro de Barros (SP-294).

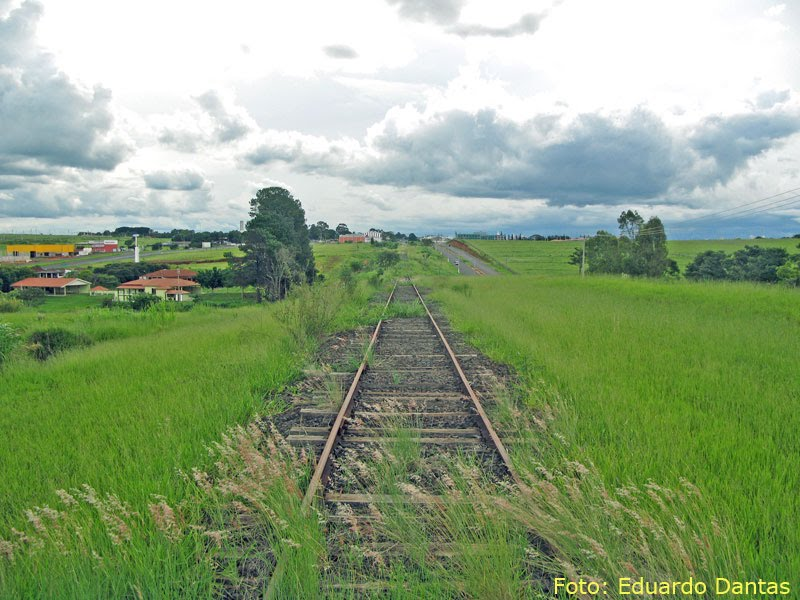
Trecho ferroviário sentido Marília.

### Ferrovias
Linha Tronco Oeste (Companhia Paulista de Estradas de Ferro), estando a ferrovia atualmente desativada sob concessão da Rumo Malha Paulista.

## Serviços públicos

### Registro civil
Atualmente é feito na sede do município, pois o Cartório de Registro Civil das Pessoas Naturais do distrito foi extinto pela Resolução nº 1 de 29/12/1971 do Tribunal de Justiça do Estado de São Paulo, e seu acervo foi recolhido ao cartório do distrito sede.

### Saneamento
O serviço de abastecimento de água é feito pelo Departamento de Água e Esgoto de Marília (DAEM). 

### Energia
A responsável pelo abastecimento de energia elétrica é a CPFL Paulista, distribuidora do grupo CPFL Energia.

### Telecomunicações
O distrito era atendido pela Telecomunicações de São Paulo (TELESP), que inaugurou a central telefônica São Jorge na cidade de Marília e que também atende ao distrito, utilizada até os dias atuais. Em 1998 esta empresa foi vendida para a Telefônica, que em 2012 adotou a marca Vivo para suas operações.

## Religião

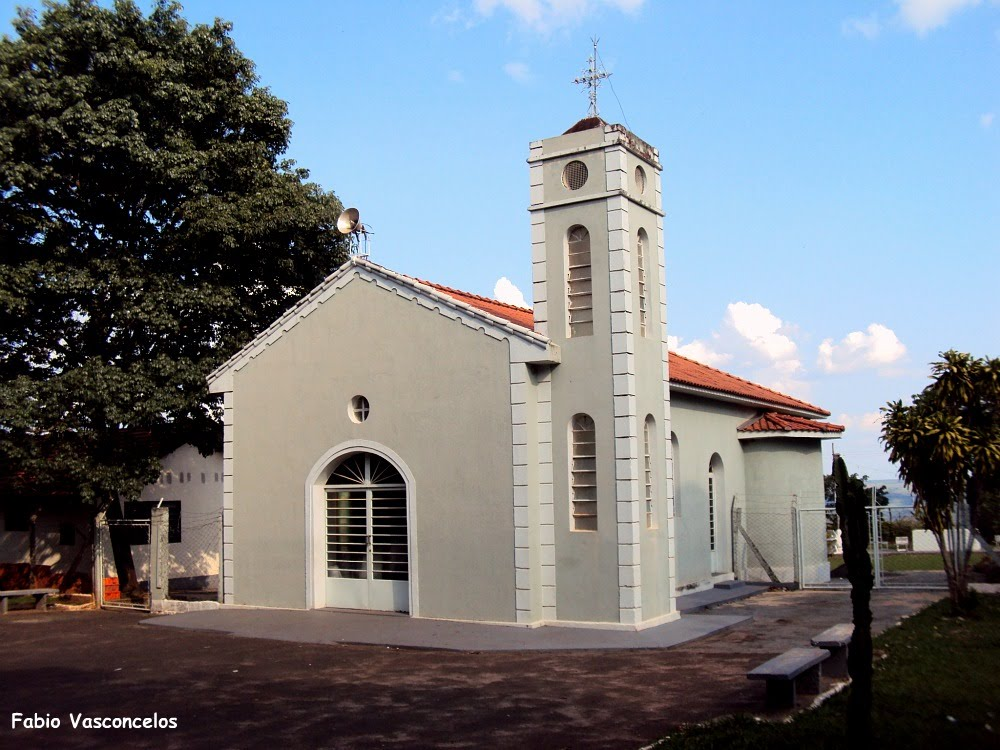
Igreja.

O Cristianismo se faz presente no distrito da seguinte forma:

### Igreja Católica
- A igreja faz parte da Diocese de Marília[21].

### Igrejas Evangélicas
- Assembleia de Deus - O distrito possui uma congregação da Assembleia de Deus Ministério do Belém, vinculada ao Campo de Marília. Por essa igreja, através de um início simples, mas sob a benção de Deus, a mensagem pentecostal chegou ao Brasil. Esta mensagem originada nos céus alcançou milhares de pessoas em todo o país, fazendo da Assembleia de Deus a maior igreja evangélica do Brasil[22][23].
- Congregação Cristã no Brasil[24].